# Reinhold von Krockow
Graf Wilhelm Joachim Reinhold von Krockow (* 18. Dezember 1767 in Sohrau; † 15. September 1821 in Thyn) war ein preußischer Offizier und Freikorpsführer.

## Leben
Wilhelm Joachim Reinhold von Krockow wurde als Sohn des Heinrich Joachim Reinhold (1733–1796), Herr auf Peest, aus der altpommerschen Familie Krockow und der Margarethe (Elisabeth) Louise Regine von Göppel (1749–1803) in Sohrau geboren. Dort stand der Vater als Offizier im Husarenregiment Zieten. Seine Kindheit verbrachte Krockow in Berlin, wo er das Gymnasium zum Grauen Kloster besuchte. Auf Bitte seines Vaters hatte ihn 1777 der Reitergeneral Belling, Chef der „Roten Husaren“, in sein Regiment aufgenommen. 1784 trat Krockow in Stolp in diesem Regiment seine Offizierslaufbahn an. 1786 erhob König Friedrich Wilhelm II. die Familie Krockow mitsamt dem Junker Reinhold in den Grafenstand. In den Feldzügen des Ersten Koalitionskrieges, zuletzt unter Blücher, machte Krockow Karriere. Nach dem Tod des Vaters 1796, nahm er als Stabsrittmeister seinen Abschied, um sich den ererbten Peester Gütern zu widmen. Sein erfolgreiches Wirtschaften erwarb ihm Ansehen und beträchtliches Vermögen.
Seine Mutter heiratete 1797 Casimir Egbert Theodor von Brauneck (* 26. Januar 1776; † 15. Juli 1854).

## Krockowsches Freikorps
Als nach der Katastrophe von Jena und Auerstedt die Flucht des preußischen Königs mit den Resten der Armee im Dezember 1806 rechts der Weichsel in Ostpreußen endete, begab sich Krockow zu Friedrich Wilhelm III. nach Königsberg. Er stellte sich ihm als Deputierter der Pommern vor und bot an, „ein Freijägerkorps durch freiwillige Beiträge zu bekleiden und zu bewaffnen“. Der König erteilte Krockow Ende Dezember die Erlaubnis, beförderte ihn zum Major und wies ihm Danzig als Aufstellungsort an. Von dort erließ Krockow einen schwungvollen patriotischen Aufruf mit einem besonderen Appell an die Frauen zur Unterstützung seines Korps. Das Proclama fand besonders in der Danziger und ostpreußischen Öffentlichkeit große Zustimmung und im Februar 1807 war das Korps aufgestellt. Es umfasste fünf Kompanien Jäger zu Fuß mit zwei berittenen Dreipfünderkanonen und ein Eskadron von 180 Reitern – insgesamt etwas über 1000 Mann.
Im Unterschied zum zeitgleich entstandenen Schillschen Freikorps waren im Korps Krockow Ausrüstung, Bekleidung und Bewaffnung einheitlich und vollständig. Es trug grüne Uniform mit schwarzen Aufschlägen und die eisernen Birnenhelme des ehemaligen Danziger Bürgermilitärs. Die etwa zweihundert Jahre alten Stücke waren durch Anbringung von Totenkopf und Rosshaarschweif modernisiert. Die Infanterie führte teils Gewehre mit Bajonett, teils Büchsen, die Reiterei Karabiner, Säbel und Pistolen. Die Mannschaft bestand nicht wie bei Schill ausschließlich aus ranzionierten oder versprengten Soldaten der preußischen Armee, sondern Krockow stellte auch patriotisch gesinnte Referendare, Studenten, Beamte und Kaufleute, die bisher vom Militärdienst befreit waren, als Vize-Oberjäger ein. Für diese „gebildeten Männer“ sollte der Dienst eine „Pflanzschule“ für Offiziere abgeben.
Krockow beabsichtigte, das Gebiet zwischen den noch nicht belagerten preußischen Festungen Kolberg und Danzig vor den nach Pommern eindringenden aufständischen Polen im Kleinen Krieg zu sichern. Er bestimmte zum Standort des Korps das ihm vertraute Stolp, wo er am 10. Februar 1807 eine Kompanie seines Freikorps stationierte. Am 18. Februar unternahmen überlegene polnischen Kräfte einen Angriff auf Stolp. Die Kompanie musste die Stadt am 19. Februar aufgeben und zog sich auf die anmarschierende Krockowsche Hauptmacht zurück. Angesichts der beginnenden Belagerung Danzigs durch die Franzosen erhielt Krockow den Befehl, umzukehren und sein Korps zur Verteidigung der Festung einzusetzen, zunächst im Vorpostendienst. Nach der Einschließung Danzigs am 11. März bekam das Korps den Abschnitt Neufahrwasser an der Mündung der Weichsel zugewiesen, von wo aus Krockow an der Spitze seiner Reiter am 13. März einen Angriff abwehrte. Während des großen Ausfalls der Besatzung am 26. März wollte Krockow das Kampfgetümmel zur Erbeutung eines Vorratslagers im 7 Kilometer entfernten Oliva benutzen. Er verließ mit einem Teil seiner Truppe das Schlachtfeld und wurde auf dem Rückweg von einer Übermacht abgeschnitten. Krockow geriet, beim „Durchhauen“ mehrfach verwundet, in Gefangenschaft, ermöglichte aber seinen Soldaten die Rückkehr. Der sonst übliche Gefangenenaustausch kam nicht zustande. Die führerlose Truppe spielte keine bedeutende Rolle mehr, entging aber immerhin der Kapitulation der Danziger Garnison am 24. Mai auf dem Seeweg nach Pillau. Durch Disziplinlosigkeit und Desertion geschwächt, versagte das Korps am 17. Juni in einem Gefecht bei Labiau und war nicht mehr einsetzbar. Beim Frieden von Tilsit im Juli 1807 kam Krockow frei, während sein Korps, nur noch 550 Mann stark, aufgelöst wurde.
Friedrich Wilhelm empfing den Major Krockow, ehrte ihn durch Verleihung der Jägeruniform und das Angebot, Wartegeld bis zur „weiteren Verwendung“ im Heere zu zahlen. Krockow lehnte bescheiden ab, erbat sich aber des Königs Zusage, „im Falle eines Krieges als Partisan wiederum auftreten zu können“, und begab sich auf seine Güter.

## Affäre Krokow
Krockow beobachtete die politische Entwicklung und kam, wohl infolge vager Informationen aus dem Umfeld des ihm freundschaftlich verbundenen Generals Rüchel, im Frühjahr 1809 zu dem Entschluss, erneut ein Freikorps aufzustellen. Seinem Eindruck nach sollte ein bevorstehender preußischer Befreiungskrieg an der Seite Österreichs von einer allgemeinen Erhebung in Norddeutschland ausgelöst werden. Ein von ihm als Werber eingesetzter vormaliger Freikorpsoffizier fiel in Neustadt im April 1809 einigen selbsternannten Hütern der Ordnung auf und wurde festgenommen. Hintergrund des folgenden Geschehens war die aufgewühlte Stimmung wegen der in diesen Tagen bekanntgewordenen Kriegserklärung Österreichs gegen Frankreich. Die österreichische Propaganda hatte zu einem Volkskrieg in ganz Deutschland gegen die französische Fremdherrschaft aufgerufen und damit bei preußischen Behörden eine Furcht vor der Freisetzung unkontrollierbarer Kräfte ausgelöst.
Im Verhör des Werbeoffiziers erregten aus der Luft gegriffene Prahlereien eines zufällig anwesenden jugendlichen Verwandten Krockows bei den Wortführern den Verdacht, Krockows Werbung diene der Vorbereitung eines von Scharnhorst beabsichtigten Staatsstreichs zur Ersetzung des Königs durch seinen Bruder Wilhelm. Sie leiteten eine Fahndung nach Krockow ein und benachrichtigten den König. Als Krockow erfuhr, dass er verhaftet werden sollte, flüchtete er nach Österreich in dem Glauben, sein Verschwinden würde es der preußischen Regierung leichter machen, die nervös gewordenen französischen Besatzer zu beruhigen. Tatsächlich hatte Krockow mit seiner Flucht aus Sicht der preußischen Regierung den Verdacht des Hochverrats bestätigt. Nun suchte sie nach ihm im In- und Ausland. In Prag, wo er nunmehr mit österreichischer Erlaubnis sein Freikorps aufstellen wollte, sah Krockow den preußischen Steckbrief, wodurch ihm der Vorfall in Neustadt und die tatsächliche Ursache des Haftbefehls klar wurde. Krockow stellte sich unverzüglich am 14. Juni dem Oberlandesgericht in Köslin, das ihn in der Festung Kolberg inhaftierte.

## Krockows Fall vor Gericht
Das Kösliner Gericht erkannte sofort die Haltlosigkeit des Vorwurfs der Verschwörung und verurteilte Krockow lediglich wegen heimlicher Werbung zu drei Monaten Festungshaft. Dieses milde Urteil empörte den König. Inzwischen hatten sich im noch andauernden Krieg mehrere misslungene Aufstände in Norddeutschland ereignet, wie die Dörnbergs und Schills, von dessen Offizieren einige mit Krockow in Kolberg inhaftiert waren. Der König sah Gefahren für die Glaubwürdigkeit seiner Neutralitätspolitik in den Augen der siegreichen Franzosen und erreichte nach Einschaltung des Justizministers Beyme vom Ostpreußischen Oberlandesgericht in Königsberg, seiner Residenzstadt, ein Erkenntnis mit einer wesentlich strengeren Strafe: Zehn Jahre Festungshaft sowie Verlust des Charakters als Major und der Befähigung zur Ausübung öffentlicher Ämter. Krockow ging in die zweite Instanz und erreichte durch seinen Anwalt vor dem Kammergericht in Berlin eine Aufhebung der Königsberger Entscheidung. Das Urteil wurde zu einer Geldstrafe von 1000 Talern abgeändert, ersatzweise abzubüßen durch einjährige Festungshaft. Obwohl Krockow einen großen Teil seines Vermögens dem Freikorps geopfert hatte, war er in der Lage, mit der Entrichtung dieser Geldbuße einer Haftstrafe zu entgehen. Das gefiel dem König erst recht nicht und er überwies die Sache an das Ostpreußische Tribunal in Königsberg. Dessen Richter kamen ihm lediglich insoweit entgegen, als sie nicht auf Geldstrafe erkannten, sondern Krockow zu einjähriger Festungshaft verurteilten. Damit war auch für den König der Rechtsweg erschöpft, dennoch ließ er es sich nicht nehmen, beiden Gerichten seine „Missbilligung“ auszusprechen, weil „... dieses Urteil so gelinde ausgefallen ... und nicht eine weit härtere Strafe arbitriert“ war.

## Lebensende
Als im Frühjahr 1813 der von Krockow lang ersehnte Befreiungskrieg Preußens begann, erinnerte er den König an die Zusage von 1807 und beantragte, wiederum ein Freikorps aufstellen zu dürfen. Friedrich Wilhelm aber hatte nichts vergessen – in einem kurzen Schreiben lehnte er Krockows Antrag ab. Krockow, noch immer Major der preußischen Jäger, erhielt kein Kommando und musste zuhause bleiben.
Obwohl dadurch tief enttäuscht, verlor Krockow seinen Lebensmut nicht. Er veröffentlichte nach der Einnahme von Paris 1814 bei Wilhelm Dieterici in Berlin den Bardengesang eines abgedankten Kriegers, den Schutzgeistern und Helden seines Vaterlandes geweiht und 1817 in Breslau als einen selbstillustrierten humoristischen Lebensrückblick Ein buntes Bilder-ABC, für schon erwachs'ne Kinder, auch, wenn man will, Auto da Fée für früh ergraute Sünder.
Krockow übergab seinem Sohn, der sich im Feldzug von 1815 ausgezeichnet hatte, die Verwaltung von Peest und zog sich auf das Vorwerk Thyn zurück, wo er seine letzten Jahre verbrachte. Dort ist er 1821 gestorben.

## Familie
Krockow heiratete Jakobine Dorothe Frederike von Below (* 8. August 1777; † 23. Dezember 1840). Aus der Ehe ginge zwei Söhne hervor. Der Ehe entsprossen zwei Söhne:
- Karl Gustav Adolf (* 17. Mai 1800; † 30. Juni 1867), Besitzer der Herrschaft Krockow

⚭ 24. Juli 1823 Laura Adelaide Lembke († 30. April 1842), Tochter den Geheimen Rates und Schwedischer Konsuls Lembke
⚭ 17. Mai 1844 Rosa Pauline Adolphine von Kayserlingk (* 5. April 1820; † 13. Juni 1845)
⚭ 23. Juni 1847 Philippine Edzardi, Witwe des Regierungsrats Sallbach
- Joachim Reinhold (* 14. März 1797; † 7. Juni 1829), Erbherr von Peest ⚭ Ulrike von Zitzewitz (* 16. September 1797; † 7. Oktober 1874)

## Weblink
- Preußen. von Krockow'sches Freikorps 1807. Uniformen des Freikorps mit Erläuterungen bei Richard Knötel: Uniformkunde, Bd. 13, Nr. 56. bei Pinterest, abgefragt am 22. November 2022.